# Komander
Komander, född 15 december 1998 i Reynosa i Tamaulipas i Mexiko, är en mexikansk fribrottare inom den mexikanska stilen lucha libre. Sedan 2019 brottas han i Lucha Libre AAA Worldwide (AAA). 2022 började han även att brottas i USA för flera större oberoende förbund. Komander brottas under en fribrottningsmask och hans identitet är inte känd av allmänheten, vilket är vanligt inom lucha libre. Dock har han själv avslöjat att hans efternamn är Guevara. Sedan april 2023 brottas Komander i All Elite Wrestling (AEW) i USA under kontrakt, där han bland annat ofta grupperas med Rey Fénix.

## Karriär
Komander är en första generations-brottare, vilket betyder att han är den första i sin familj som utövar sporten. Han började med lucha libre i anmärkningsvärt tidig ålder för att inte ha någon familj i branschen. Efter att ha tränat i tre månader gjorde han sin debut år 2012. Han var en lovande fotbollsspelare, men efter att ha provat på lucha libre visste han snabbt att det var det han ville göra. Under de tidiga åren brottades han bara i hemstaden Reynosa och senare i närliggande Río Bravo, Matamoros, Monterrey och Parras de la Fuente.

### Mexikos oberoende förbund ochKaoz Lucha Libre, 2017–
Under hösten 2020 deltog Komander tillsammans med sin lagkamrat Dulce Kanela i talangsökningsturneringen Luchando X un sueño i Kaoz Lucha Libre. De tog sig vidare till semifinal den 27 september 2020. De slutade trea i turneringen.
Den 15 november 2020 gjorde Komander sin debut för IWRG, det tredje största förbundet i Mexiko.
I januari 2021 kommer Komander att delta i en supershow vid namn Rompiendo Madres. Evenemanget står mellan tre av Mexikos största oberoende förbund, IWRG (Mexico City med omnejd), The Crash Lucha Libre (nordvästra Mexiko; Tijuana och Mexicali och Kaoz Lucha Libre (nordöstra Mexiko; Monterrey, Regiomontana). Komander som representerar Kaoz Lucha Libre kommer att ställas mot Iron Kid som reperesenterar IWRG. Evenemanget kommer att gå av stapeln i Salón Citlalli.

### Lucha Libre AAA Worldwide 2019–
Han debuterade i AAA den 10 augusti 2019 under ett evenemang i Saltillo där han tillsammans med Eclipse Jr. och Lady Shani besegrade Villano III Jr., Australian Suicide och La Hiedra. Sedan 2020 är han ett vanligt förekommande namn på AAAs evenemang, och har deltagit i flera av deras Pay-per-views.

### Internationellt 2022–
Komander fick sitt arbetsvisum till USA den 12 juni 2022 och debuterade en vecka senare i förbundet Game Changer Wrestling på deras evenemang i New York och i Providence. Den 15 juli 2022 gick han en match mot Tony Deppen i Los Angeles.